# Camponotus cristatus
Camponotus cristatus é uma espécie de inseto do gênero Camponotus, pertencente à família Formicidae.